# 胡仁源
胡仁源（1883年—1942年），字次珊，浙江吴兴人。中华民国教育家。

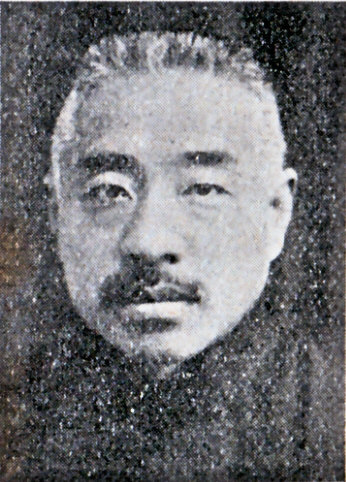

## 生平
1899年到1901年，胡仁源就读南洋公学师范班。1902年中壬寅科举人，入京师大学堂就读，后来赴日本留学仙台高等学校、赴英国留学待爾模大学。归国后，曾任京师大学堂文科学長、上海江南船塢副总理、北京大学预科及工科学长。1913年11月，代理北京大学校长，自1914年1月到1916年12月，为北京大学署理校长。1917年1月，蔡元培接任北大校长，胡即复任工科学长，后被教育部派往美国考察实业教育。1921年到1925年，任国立北京交通大学机械科教授、铁路管理科科长。1926年（民国15年）3月，在北京政府賈德耀内閣、胡惟德臨時内閣中任教育总長。同年5月辞任，后转任国立浙江大学工学院教授。
1942年，胡仁源病逝，享年60岁。